# Ancylostomia euchroma
Ancylostomia euchroma là một loài bướm đêm trong họ Crambidae.